# Earias rubicundialba
Earias rubicundialba är en fjärilsart som beskrevs av Embrik Strand 1917. Earias rubicundialba ingår i släktet Earias och familjen trågspinnare. Inga underarter finns listade i Catalogue of Life.